# Antonieta de Barros
Pour les articles homonymes, voir Barros.
Antonieta de Barros (Florianópolis, 11 juillet 1901 - Florianópolis, 28 mars 1952) était une journaliste, professeure et femme politique brésilienne,. Source d'inspiration pour le mouvement noir, elle a été effacée des livres d'histoire et a été une ardente défenseure de l'émancipation féminine, d'une éducation de qualité pour tous et de la reconnaissance de la culture noire, en particulier dans le sud du pays,. C'est la première femme noire brésilienne à être élue pour un mandat populaire. 

## Biographie
Née le 11 juillet 1901 dans l'état de Santa Catarina, elle a été une pionnière dans la lutte contre la discrimination à l’égard des noirs et des femmes. Elle était la fille d'une ancienne esclave, qui travaillait à la maison du politicien Vidal Ramos, père de Nereu Ramos, qui deviendra plus tard vice-président du Sénat et qui assumera la présidence de la République pendant deux mois,. 
Élue à l'Assemblée législative de Santa Catarina, elle a été la première députée d'État femme et noire du pays. Agissant en tant qu'enseignante, journaliste et écrivaine, elle s'est distinguée par le courage d'exprimer ses idées dans un contexte historique qui ne permettait pas aux femmes de s'exprimer librement. 
En plus du militantisme politique, Antonieta de Barros a activement participé à la vie culturelle de son État. Elle a fondé et dirigé le journal A Semana entre 1922 et 1927. Au cours de cette période, à travers ses chroniques, elle a transmis ses idées, en particulier celles liées aux questions d’éducation, les excès des politiciens, la condition féminine et les préjugés. Elle dirigea également le magazine bihebdomadaire Vida Ilhoa en 1930 et écrivit des articles pour des journaux locaux. Avec le pseudonyme Maria da Ilha, elle écrivit en 1937 le livre Farrapos de Ideias,. Ce fut grâce à cela qu'elle a entrepris de militer par des chemins politiques. 
Elle était membre de l'Assemblée législative de Santa Catarina lors de la 1re législature (1935-1937), affiliée au Parti Libéral de Santa Catarina (PLC). Elle a été députée d'État à la 1re législature (1947-1951), en tant que suppléante convoquée et affiliée au Parti Social-Démocrate (PSD). 
L'Assemblée législative de Santa Catarina décerne chaque année la Médaille Antonieta de Barros aux femmes ayant réalisé des importantes services à la défense des droits des femmes de Santa Catarina. Son nom a été donné au tunnel de la Via Expressa Sul à Florianópolis. 

## Décès
Antonieta de Barros est décédée le 28 mars 1952 à l'âge de 50 ans et repose au cimetière São Francisco de Assis à Florianópolis. 